# Gobierno de Mario Abdo Benítez
El gobierno de Mario Abdo Benítez se desarrolló entre el 15 de agosto de 2018 y el 15 de agosto de 2023, período en el que ejerció como presidente de la República del Paraguay. Asumió el cargo tras imponerse en las elecciones generales de 2018 como candidato del Partido Colorado.

## Antecedentes

### Inicios
Mario Abdo Benítez, afiliado al Partido Colorado, es hijo del exsecretario privado del dictador Alfredo Stroessner, Mario Abdo. Inició su carrera política en 2005 como integrante del movimiento Reconstrucción Nacional Republicana, vinculado al Partido Colorado. Posteriormente, se unió al movimiento Paz y Progreso y fue elegido vicepresidente del Partido Colorado en el mismo año. En 2013, fue electo senador y, en junio de 2015, asumió la presidencia del Senado de Paraguay.

### Elecciones internas del Partido Colorado de 2017
En el marco de las elecciones internas celebradas en diciembre de 2017, Abdo Benítez se alzó con la candidatura presidencial de su partido tras imponerse con un total de 564 811 votos (50,93 %) frente a su principal adversario, Santiago Peña, exministro de Hacienda y representante del oficialismo cartista, quien obtuvo 480 114 votos (43,29 %). Estos resultados corresponden al 98,74 % del escrutinio oficial.

### Elecciones generales de 2018
En los comicios generales del 22 de abril de 2018, fue electo presidente de la República del Paraguay, obteniendo el 46,46 % de los votos válidamente emitidos, superando al candidato de la coalición opositora, Efraín Alegre, quien alcanzó el 43,03 % de los sufragios.

## Formación del gobierno

### Investidura presidencial

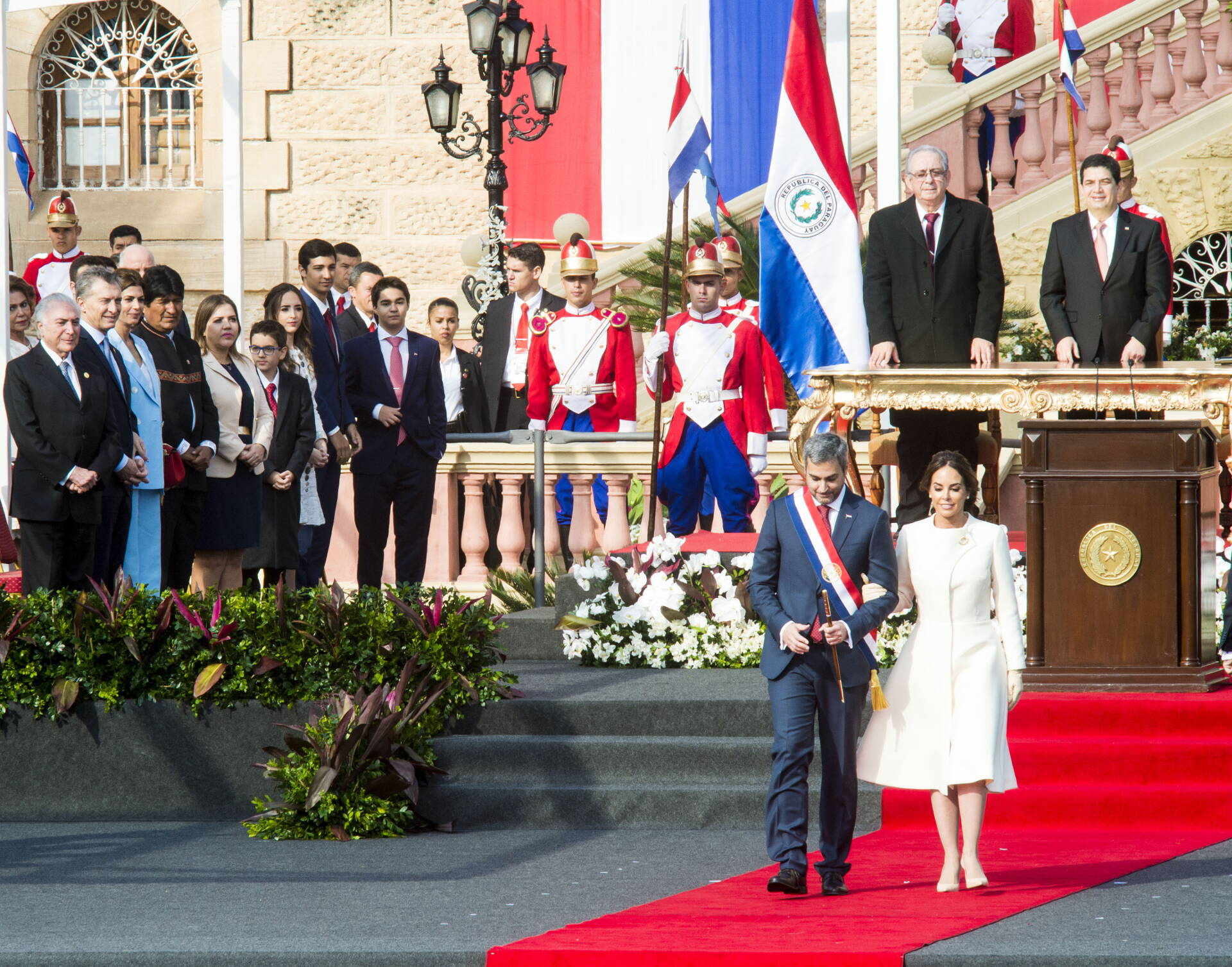
Abdo y su esposa, Silvana López Moreira, en el marco de su investidura presidencial el 15 de agosto de 2018.

El 15 de agosto de 2018, Mario Abdo Benítez asumió la presidencia de Paraguay. Su esposa, Silvana López Moreira, lo acompañó en la ceremonia de investidura, asumiendo desde entonces el rol protocolar de primera dama de Paraguay.
A la fecha de su investidura, con 46 años de edad, se convirtió en el presidente de Paraguay más joven desde la asunción del general Alfredo Stroessner en 1954, quien accedió al poder a los 41 años, tras el quiebre institucional de ese año.

### Gabinete
El 15 de agosto de 2018, juraron los nuevos ministros del gobierno de Abdo, incluyendo a Juan Ernesto Villamayor (Ministerio del Interior), Luis Alberto Castiglioni (Ministerio de Relaciones Exteriores), Benigno López (Ministerio de Hacienda) y Bernardino Soto Estigarribia (Ministerio de Defensa Nacional).

## Política interior

### Economía
Durante el periodo gubernamental de Mario Abdo Benítez se implementó una reforma tributaria cuyo tratamiento legislativo culminó con su aprobación en septiembre de 2019. La reforma incluyó la introducción del Impuesto a los Dividendos y Utilidades (IDU), con alícuotas diferenciadas del 8 % y 15 %, según el tipo de beneficiario; la unificación del Impuesto a la Renta de Actividades Comerciales, Industriales y de Servicios (IRACIS) y del Impuesto a la Renta Agropecuaria (IRAGRO) bajo la figura del Impuesto a la Renta Empresarial (IRE), con una alícuota del 10 %; y la segmentación de rentas para la determinación del Impuesto a la Renta Personal (IRP), con tasas progresivas entre el 8 % y el 10 %. Asimismo, se dispuso una reducción en las tasas máximas del Impuesto Selectivo al Consumo (ISC) aplicables al tabaco, bebidas azucaradas y bebidas alcohólicas. Se incorporó el Impuesto a la Renta de No Residentes (IRNR), con una alícuota del 15 %, y se suprimieron los regímenes de devolución del Impuesto al Valor Agregado (IVA) a las agroexportadoras. Paralelamente, se creó el Régimen Simple de Tributación (RESIMPLE), destinado a contribuyentes de menor capacidad económica. El Poder Ejecutivo estimó que la aplicación de esta normativa podría incrementar la recaudación fiscal en un 0,7 % del Producto Interno Bruto (PIB).
El 17 de mayo de 2019, fue promulgada la Ley n.º 6286, denominada «Ley de Defensa, Restauración y Promoción de la Agricultura Familiar Campesina». La normativa define jurídicamente la agricultura familiar, establece mecanismos institucionales para su promoción y reconoce órganos de participación vinculados al sector campesino. En su informe anual ante el Congreso de Paraguay, Abdo Benítez señaló que el Poder Ejecutivo brindó asistencia técnica a aproximadamente 77 000 unidades productivas pertenecientes al sector de agricultura familiar y comunidades indígenas del Paraguay. Además, se ejecutaron transferencias monetarias directas al sector por un monto total de 100 millones de dólares estadounidenses.
En el año 2019, Paraguay experimentó una recesión económica técnica tras registrar variaciones negativas del Producto Interno Bruto (PIB) durante dos trimestres consecutivos: -2,1 % en el primer trimestre (enero-marzo) y -2,0 % en el segundo trimestre (abril-junio). El fenómeno recesivo se atribuyó a contracciones en los sectores agrícola, manufacturero, de la construcción y de generación de energía eléctrica.

### Educación y ciencia
Durante la administración de Abdo Benítez se dio continuidad al programa de jornada escolar extendida iniciado en la fase final del gobierno de Horacio Cartes, en el marco de un convenio de cooperación con el Banco Interamericano de Desarrollo (BID). El proyecto contempló la ampliación progresiva de la jornada educativa de 4 a 8 horas en un total de 660 instituciones educativas. En 2019, se anunció la incorporación de 100 establecimientos adicionales al plan, como parte de la expansión prevista. A finales de ese año, el Estado paraguayo recibió una donación de 10 millones de dólares por parte del gobierno de Catar, destinados a la financiación del programa.
En julio de 2019, el Poder Ejecutivo reportó una inversión superior a los 14 500 millones de guaraníes para la adquisición de 166 módulos educativos prefabricados, destinados a mejorar las condiciones infraestructurales de más de 100 centros escolares.
En el ámbito científico, en diciembre de 2019 el presidente Abdo designó al empresario Eduardo Felippo como presidente del Consejo Nacional de Ciencia y Tecnología (Conacyt). La decisión generó rechazo por parte de la comunidad académica y científica del país, debido a que Felippo carece de formación y trayectoria en el ámbito de la investigación científica y la educación superior.

### Infraestructura
En julio de 2019, durante su discurso anual ante el Congreso, Abdo Benítez anunció la agilización de un ambicioso plan de infraestructura con una inversión proyectada de 1100 millones de dólares, enfocado en dinamizar la economía a través de obras públicas estratégicas.
En octubre del mismo año, el Congreso aprobó la contratación de dos créditos del BID destinados al financiamiento de obras. El primero, por USD 300 millones, contempló la construcción de la franja costera de Pilar, el puente que uniría Asunción con Chaco’i, y el Hospital del Sur, en el departamento de Itapúa, entre otros proyectos relevantes. El segundo préstamo, por USD 100 millones, se orientó a un programa de rehabilitación habitacional en el Bañado Sur, que beneficiaría a unas 1500 familias.
Asimismo, en 2019 se inició la construcción de un nuevo puente internacional entre Presidente Franco (Paraguay) y Foz do Iguaçu (Brasil), en la zona de la Triple Frontera, considerado un hito en la integración física entre ambos países.

### Salud
En su discurso ante el Congreso en julio de 2019, el presidente Abdo Benítez destacó avances en la expansión del sistema de salud pública, afirmando:
«En lo que va del año hemos mejorado la infraestructura de 38 unidades de salud familiar y tenemos más de 40 en construcción, anticipando más de 100 unidades de salud familiar para finales del 2019 en territorios ya cubiertos e iniciando la instalación en otros donde aún no hay servicios de salud. Esta inversión alcanzará aproximadamente 88 mil millones de guaraníes hasta el final del año.»
Asimismo, informó sobre el incremento en la capacidad del sistema de terapia intensiva, con la incorporación de 94 camas adicionales. En paralelo, se anunció la edificación de varios centros hospitalarios estratégicos, entre ellos: el Hospital del Trauma de Coronel Oviedo, el Hospital del Sur, el Hospital Cardiológico, el nuevo Hospital Barrio Obrero y hospitales distritales en Caaguazú, Curuguaty y San Juan Nepomuceno.

#### Pandemia de COVID-19
Durante la administración de Mario Abdo Benítez, el sistema de salud pública enfrentó el desafío de la pandemia de COVID-19, declarada en marzo de 2020. Esta contingencia sanitaria global condicionó la ejecución de políticas públicas, revelando tanto las fortalezas como las limitaciones estructurales del sistema sanitario paraguayo.

## Política exterior

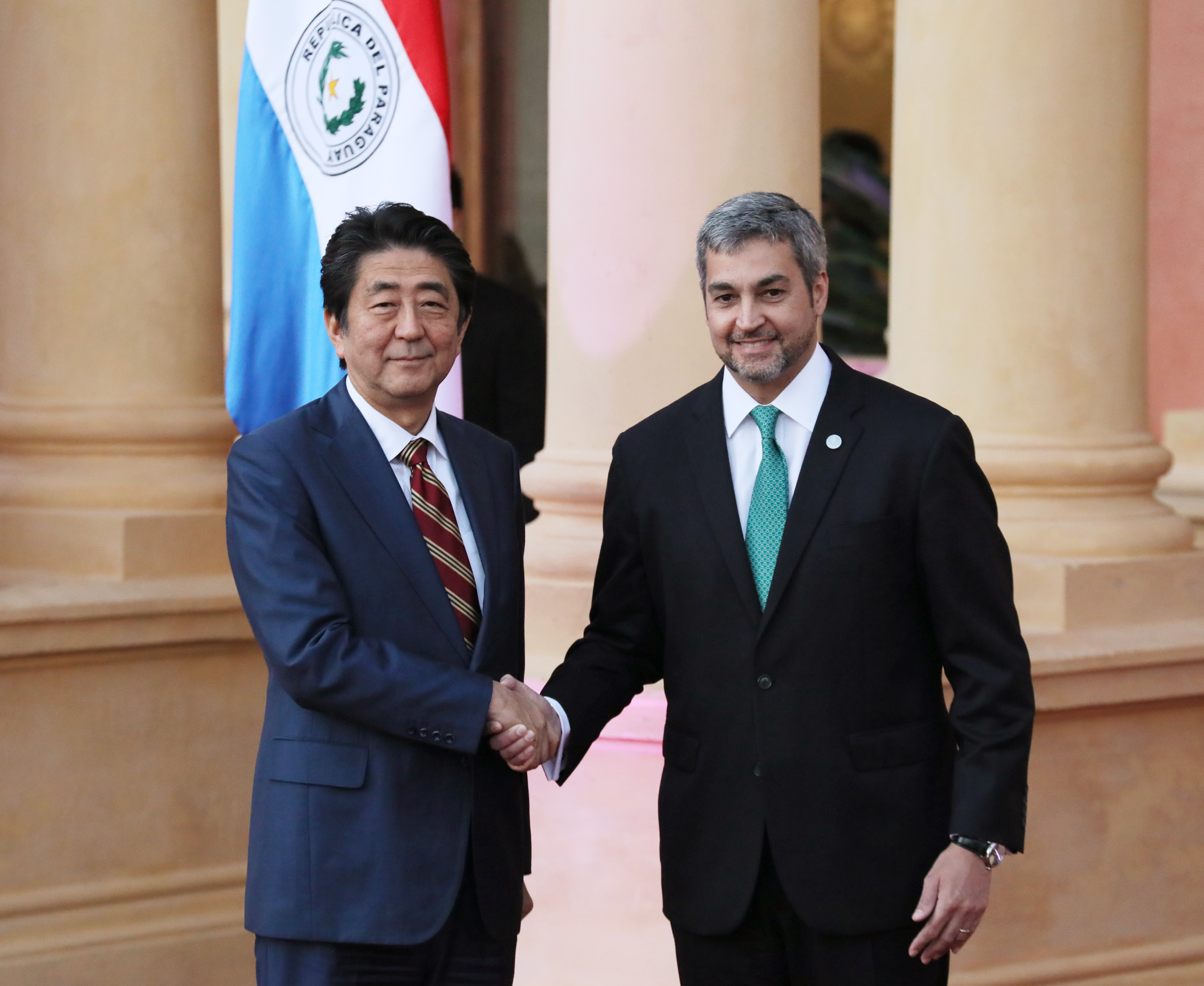
Abdo en 2018 con el primer ministro de Japón, Shinzō Abe.

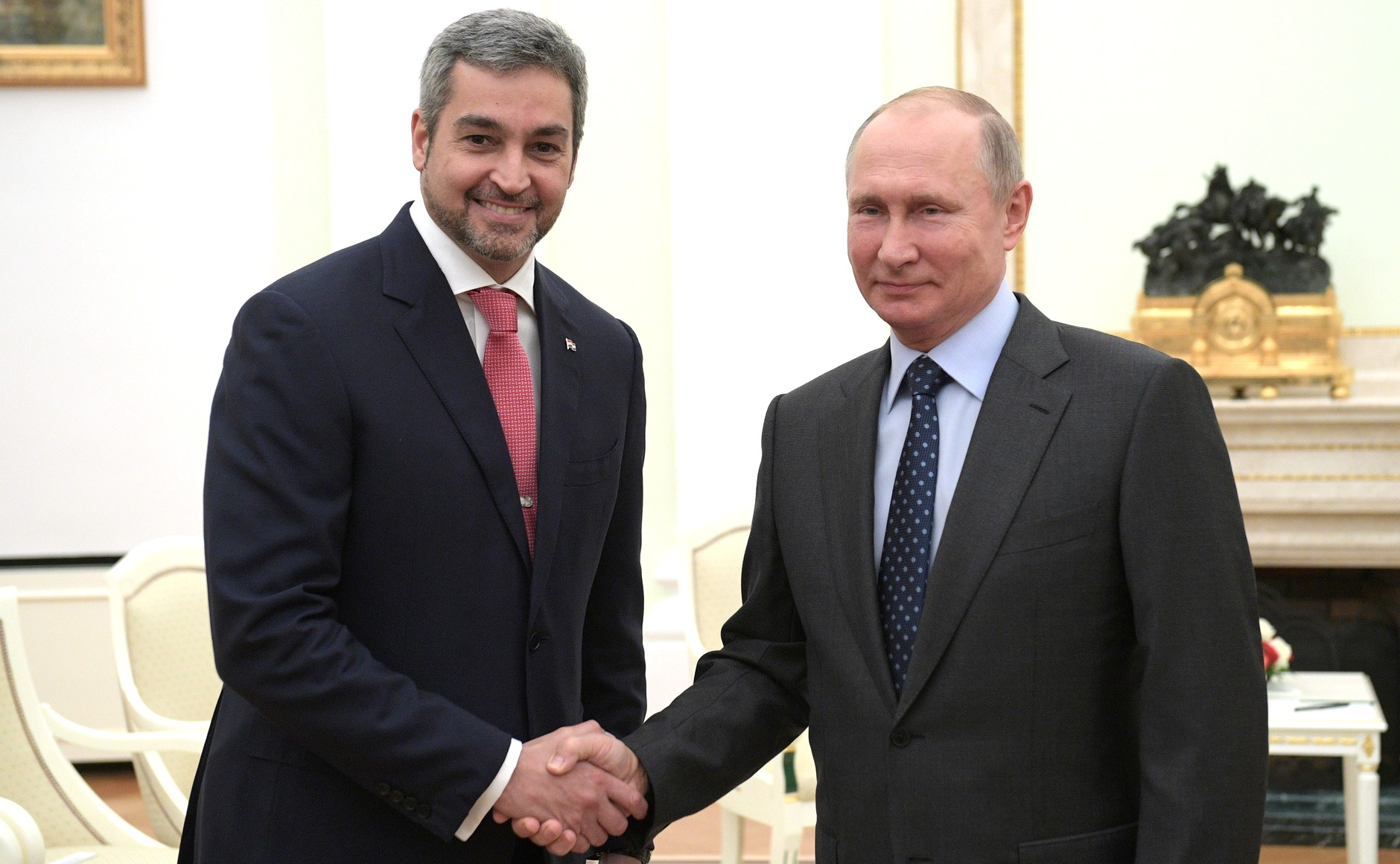
Abdo con el presidente de la Federación de Rusia, Vladímir Putin, junio de 2018.

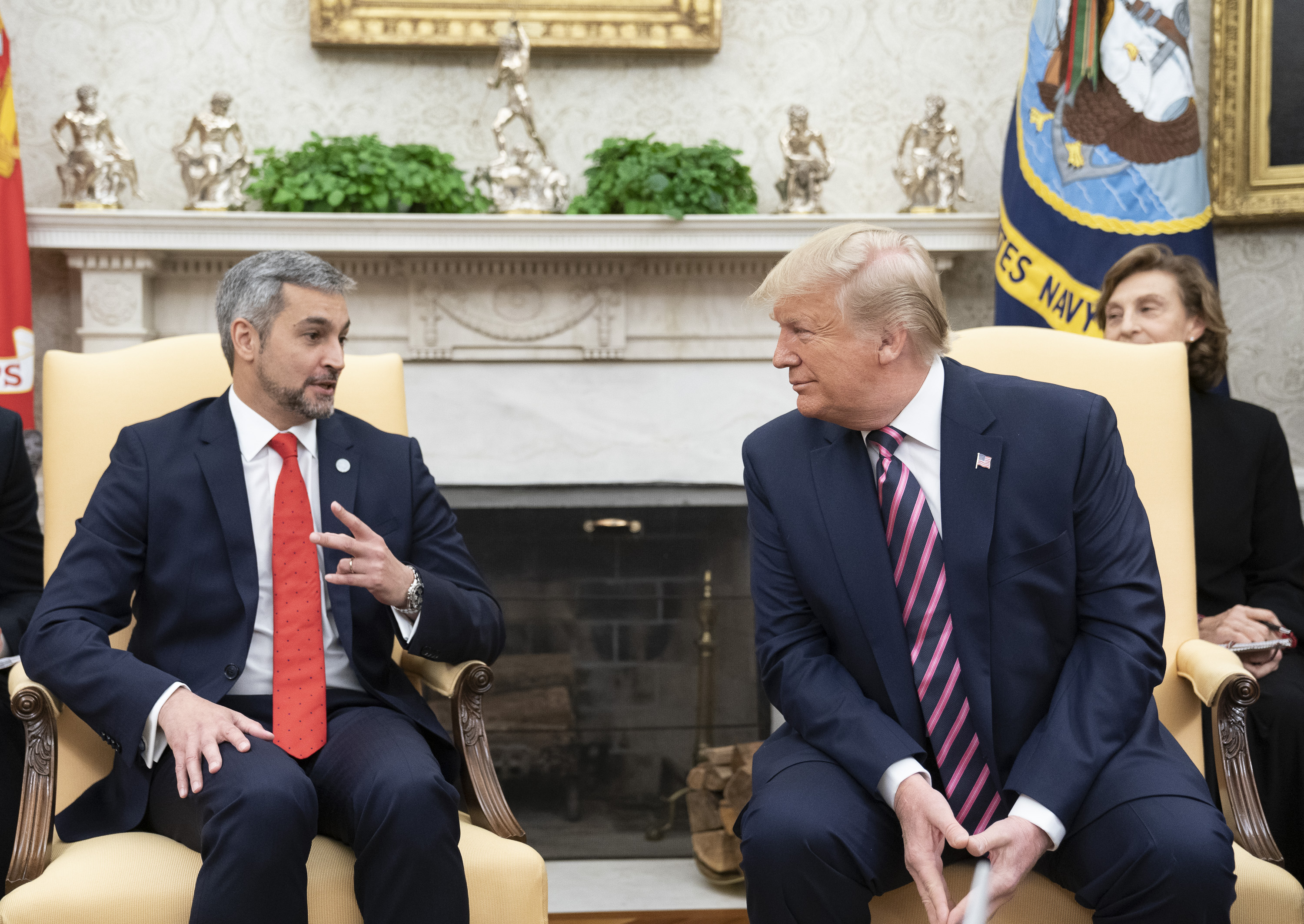
Con el presidente de los EE. UU., Donald Trump, diciembre de 2019.

### Mercosur

#### Presidenciapro tempore

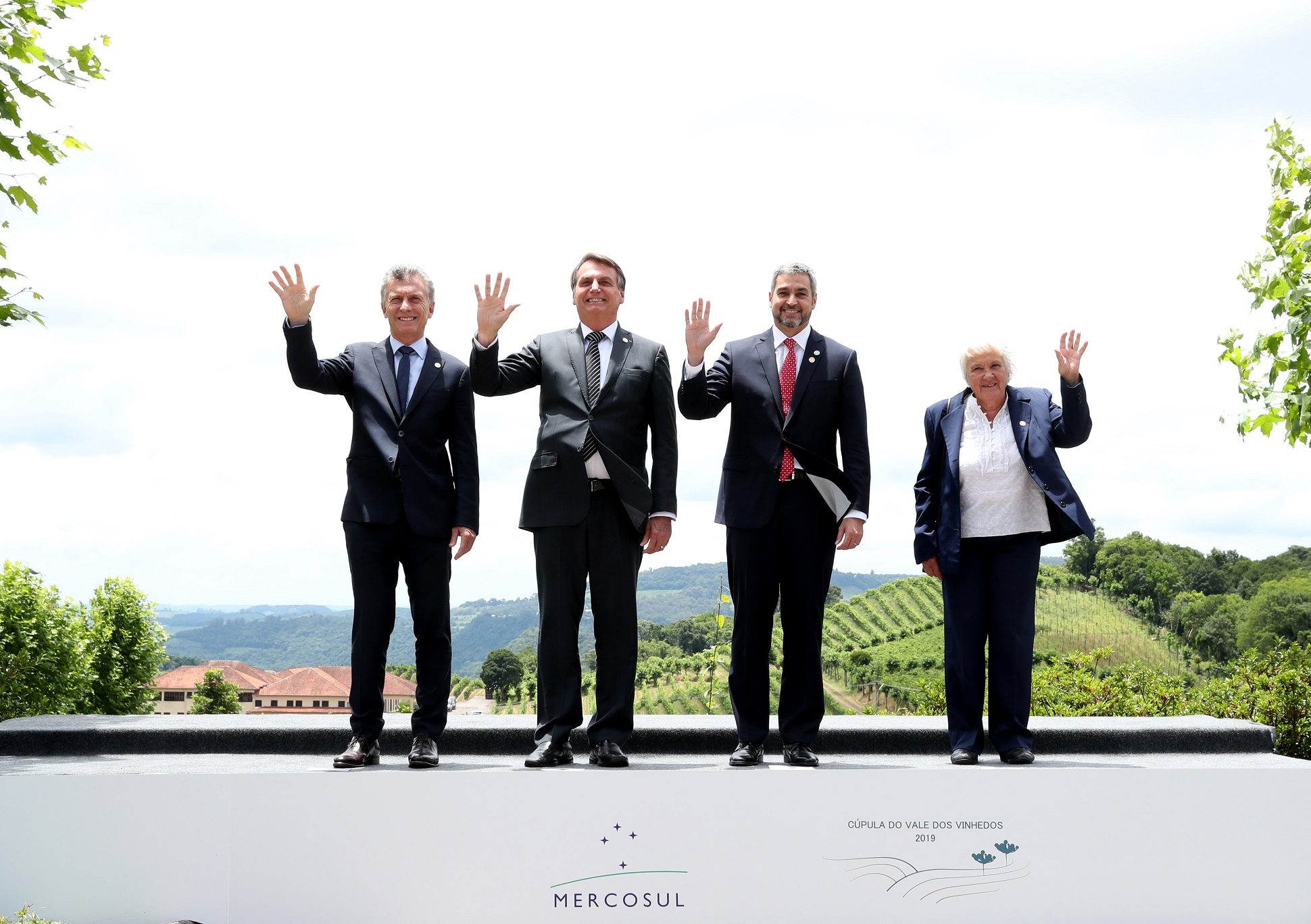
Reunión con los miembros del Mercosur.

En su rol de presidente pro tempore del Mercosur, Mario Abdo Benítez asumió la presidencia del bloque en dos periodos: del 5 de diciembre de 2019 al 2 de julio de 2020, y del 18 de diciembre de 2021, en medio de fricciones entre jefes de Estado, al 20 de julio de 2022.
Abdo Benítez destacó tres logros principales de su gestión: la firma de un acuerdo de libre comercio con Singapur, la reducción de los aranceles comunes al 10 % y la creación de un organismo interno para planificar inversiones en infraestructura.
En la 59.ª Cumbre de Jefes de Estado del Mercosur, celebrada el 17 de diciembre de 2021, Abdo Benítez asumió oficialmente la presidencia pro tempore del bloque, comprometiéndose a fortalecer los valores del Mercosur y a reducir las trabas burocráticas en el organismo.
Durante la LX Cumbre del Mercosur, realizada el 21 de julio de 2022 en Luque, Paraguay, Abdo Benítez entregó la presidencia pro tempore al presidente de Uruguay, Luis Lacalle Pou, tras concluir su mandato al frente del bloque.

### Relaciones con Israel
En septiembre de 2018, el presidente Abdo Benítez decidió trasladar la embajada de Paraguay en Israel de Jerusalén a Tel Aviv, revirtiendo la decisión de su predecesor, Horacio Cartes. Justificó esta medida como un esfuerzo para contribuir a la paz en la región.

## Oposición
En julio de 2019, la oposición paraguaya, liderada por el Partido Liberal, anunció su intención de impulsar un juicio político contra el presidente Abdo Benítez y el vicepresidente Hugo Velázquez, en respuesta a la crisis generada por el acuerdo energético con Brasil.
En marzo de 2025, la Fiscalía de Paraguay acusó a tres exministros del gobierno de Abdo Benítez por revelación de secretos, en el marco de una denuncia presentada por el expresidente Horacio Cartes.

## Incidentes

### Ejército del Pueblo Paraguayo (EPP)
Durante el gobierno de Mario Abdo Benítez, el grupo armado Ejército del Pueblo Paraguayo (EPP) continuó con sus actividades en el norte del país. En este periodo, se registraron varios hechos atribuidos a este grupo, incluyendo el secuestro del exvicepresidente (2012-13) Óscar Denis en el año 2020, ocurrido en el Departamento de Concepción. Denis no fue liberado ni localizado hasta el final del mandato presidencial.
Se reportaron enfrentamientos armados entre el EPP y la Fuerza de Tarea Conjunta (FTC), con bajas en ambos bandos. El grupo difundió panfletos y materiales audiovisuales con mensajes ideológicos, en algunos casos con exigencias puntuales hacia el Estado paraguayo.
La respuesta estatal consistió en el mantenimiento de la FTC en las zonas afectadas, con operativos de patrullaje, allanamientos y acciones de inteligencia. Durante este periodo, se produjeron capturas y muertes de personas identificadas como miembros del grupo.
Al cierre del gobierno de Abdo Benítez, el EPP siguió teniendo presencia en regiones del norte. Casos emblemáticos como el del suboficial Edelio Morínigo y el propio Óscar Denis continuaban sin resolverse, mientras la FTC seguía desplegada en el área.

### Itaipú

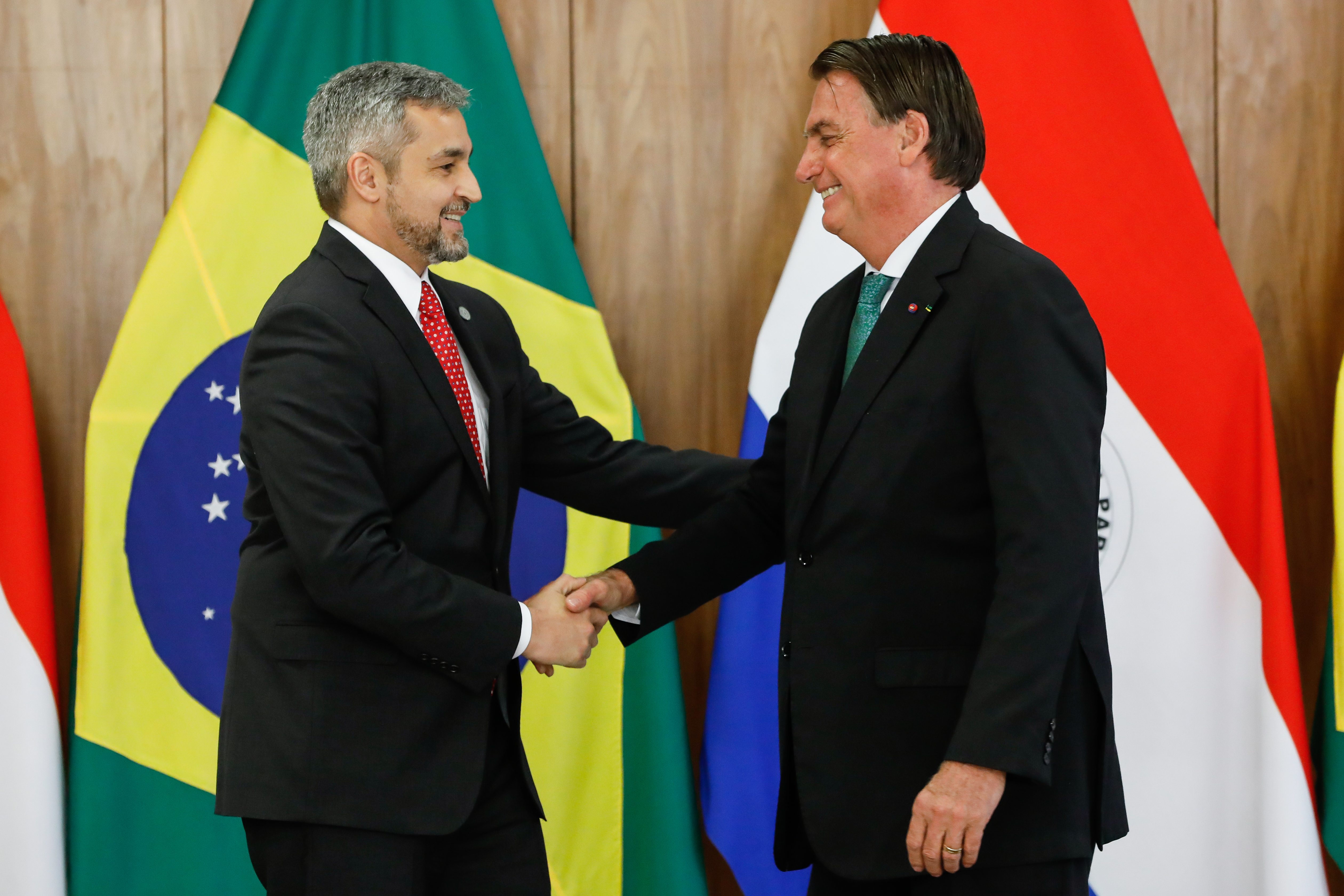
Abdo junto al presidente de Brasil, Jair Bolsonaro, en 2021.

En julio de 2019, un acuerdo energético con Brasil sobre la represa de Itaipú generó controversia y amenazas de juicio político contra el presidente. La presión pública y política llevó a la anulación del acuerdo y a la renuncia de varios funcionarios involucrados.

## Percepción pública
En agosto de 2019, al cumplirse el primer año de su mandato, registros empíricos del Centro de Investigación y Estudios Socioeconómicos (CIES) indicaron que el 69,3 % de los encuestados manifestaba una evaluación desfavorable respecto a su gestión gubernamental.
En junio de 2022, según datos de percepción ciudadana publicados por CELAG, el 81 % de los encuestados calificó de manera negativa la imagen presidencial de Abdo Benítez. Asimismo, el 70,3 % manifestó que el país requería transformaciones estructurales profundas; un 19,4 % se inclinó por la necesidad de mantener condiciones de estabilidad, mientras que un 9,5 % consideró apropiados cambios de carácter moderado.